# Miếu

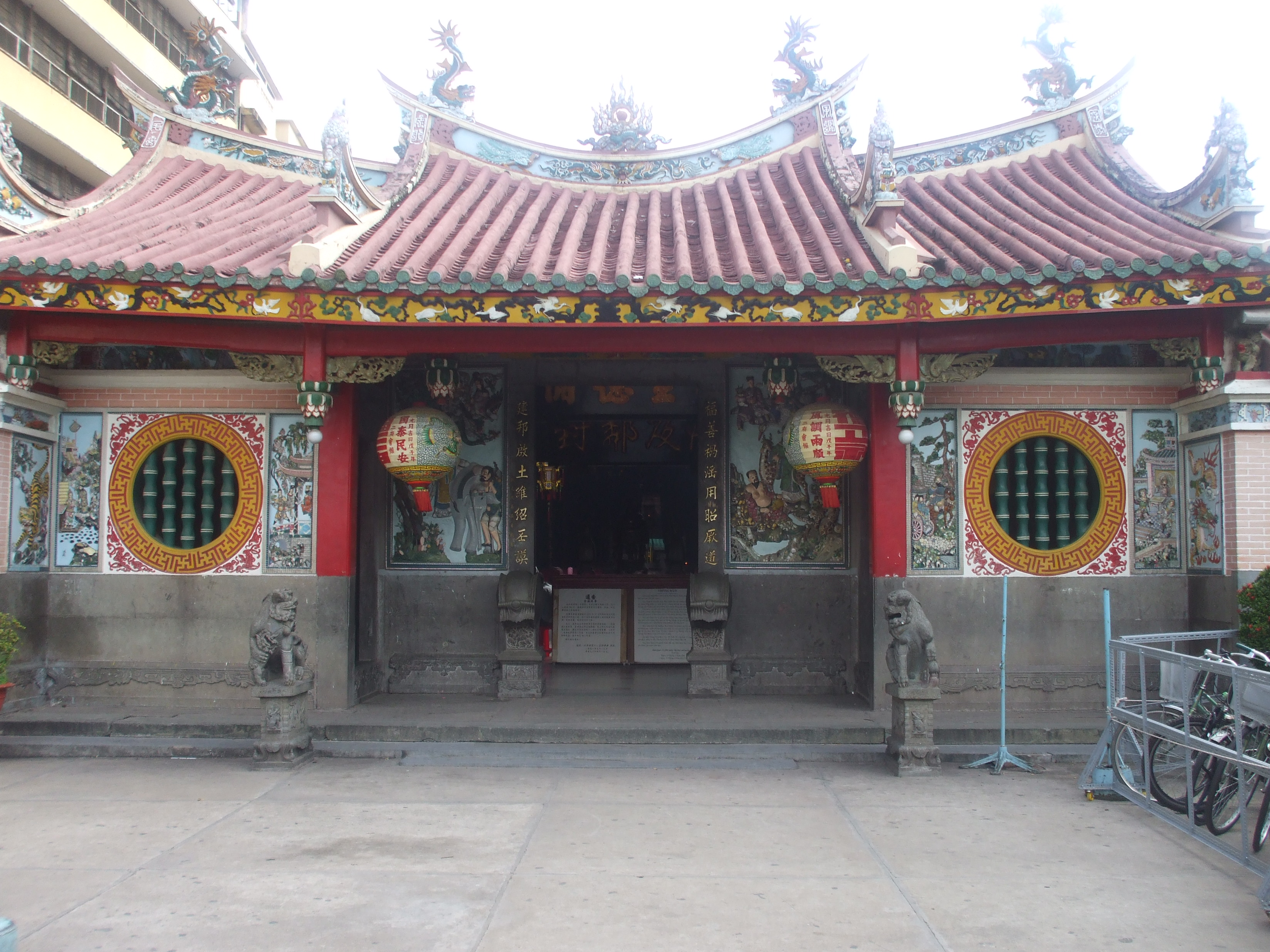
Miếu Nhị Phủ - Thành phố Hồ Chí Minh

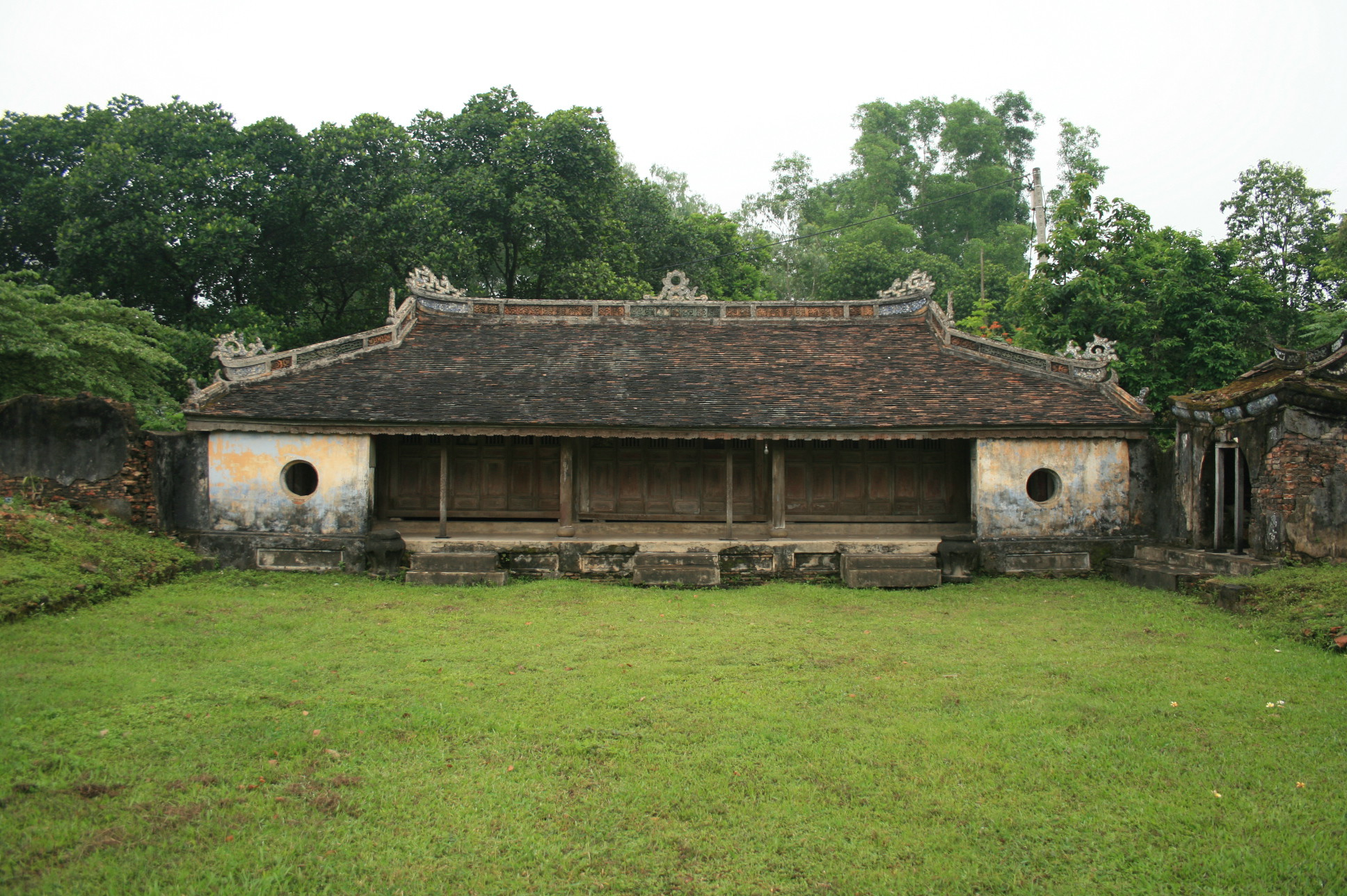
Di tích Miếu Long Châu-Thừa Thiên Huế

Miếu là một dạng di tích văn hóa trong tín ngưỡng dân gian Việt Nam, được xây dựng để thờ cúng một vị thánh thần nhất định. Miếu có quy mô nhỏ hơn đền, thường được toạ lạc ở nơi xa làng, yên tĩnh, thiêng liêng và chỉ là nơi yên nghỉ của các vị thánh thần. Khi miếu phối thờ Phật cùng thì được gọi là Am,
Ở Nam Bộ miếu còn được phát âm là miễu.

## Khái niệm
Các nhà nghiên cứu Việt Nam đã đưa ra nhiều khái niệm về miếu. Toan Ánh trong Tín ngưỡng Việt Nam, quyển thượng, cho rằng: Miếu cũng như đền là nơi qủy thần an ngự, thường xây theo kiểu hình chữ nhật với hai phần cách nhau bởi một bức rèm, nội điện bên trong và nhà tiền tế bên ngoài... miếu thường được xây trên gò cao, nơi sườn núi, bờ sông hoặc đầu làng, cuối làng, những nơi yên tĩnh để quỷ thần có thể an vị, không bị mọi sự ồn ào của đời sống dân chúng làm nhộn. Trong miếu cũng có tượng thần hoặc bài vị thần linh, đặt trên ngai, ngai đặt trên bệ với thần sắc hoặc bản sao...
Tương tự, Phan Kế Bính trong Việt Nam phong tục thì cho rằng: Mỗi làng thờ thần phải có một tòa miếu. Có nơi thì vừa có miếu, vừa có đình... Miếu là chỗ quỷ thần bằng y, đình là nơi thờ thần hoàng làng và để làm nơi công sở cho dân hội họp. Miếu thường hay kén những nơi đất thắng cảnh, nhất là trên gò cao, hoặc ở nơi gần hồ to sông lớn thì mới hay...

## Kiến trúc

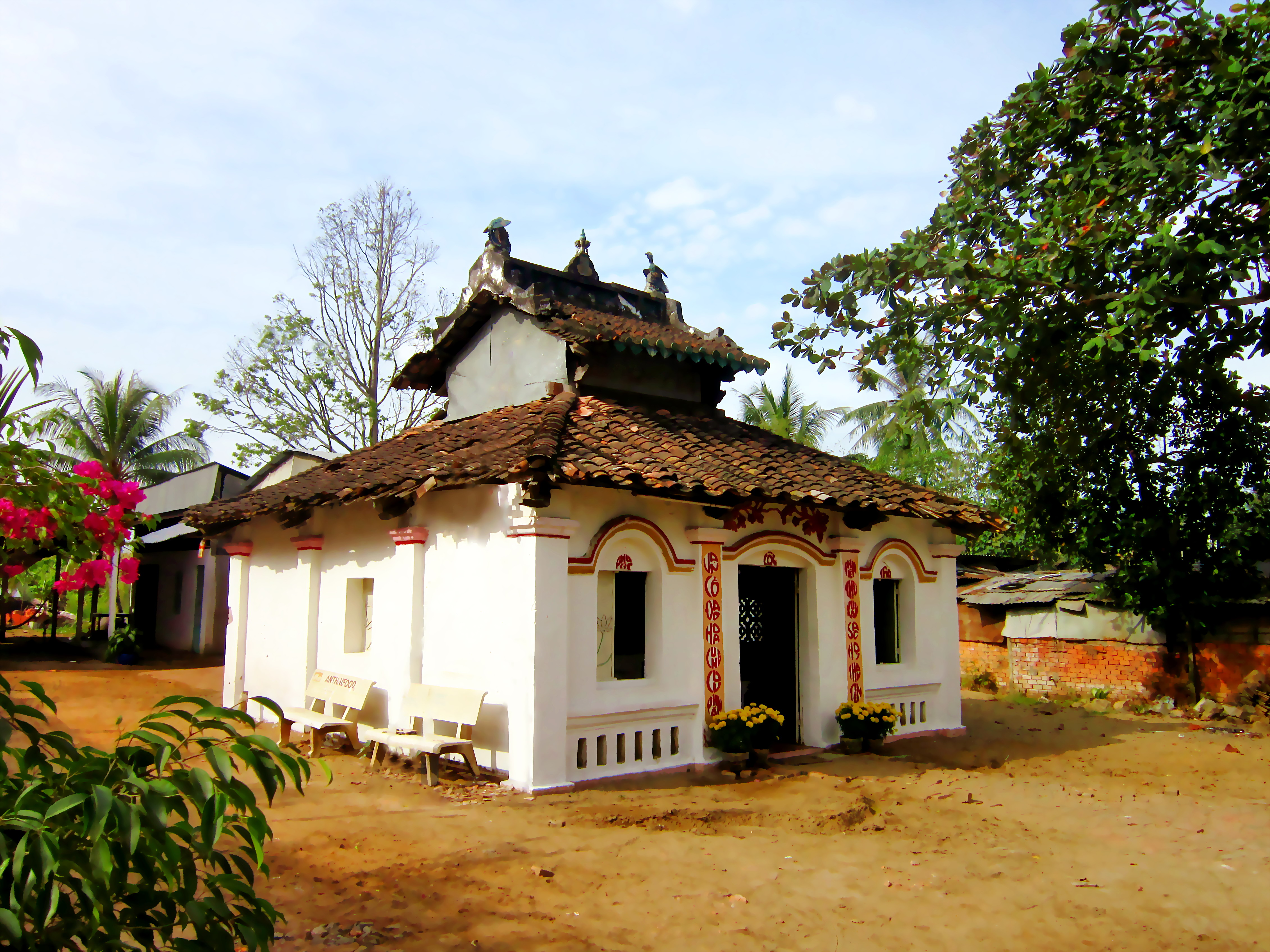
Miếu bà Chúa Xứ ở phường Thường Thạnh, quận Cái Răng

Miếu là công trình nhỏ nhưng lại có kiến trúc rất đa dạng. Thường có 3 gian chạy dọc vừa có nội điện vừa có nhà tiền tế. Không có tả hữu gian, sân nhỏ và không có tam quan. Tuy nhiên cũng có những ngôi miếu đồ sộ như toà nhà lớn, nhiều gian và nhiều lớp cấu trúc.
Đối tượng được thờ ở miếu rất đa dạng, thể hiện ở tên gọi của miếu- tên gọi theo đối tượng được thờ thường phiếm chỉ và tượng trưng. Ví dụ: miếu Cô, miếu Cậu, miếu thờ thần núi gọi chung là miếu sơn thần, miếu thờ thần nước gọi là miếu Hà Bá hoặc miếu thủy thần. Miếu thờ thần đất gọi là miếu thổ thần hoặc thần Hậu thổ.
Miếu còn là nơi thờ cúng các bậc trung liệt có công với nước, với dân như miếu Ngòi làng Lũng Ngoại xã Lũng Hoà, huyện Vĩnh Tường, Vĩnh Phúc (di tích được xếp hạng cấp quốc gia năm 1994).
Miếu thường được toạ lạc ở nơi xa làng, yên tĩnh, thiêng liêng và chỉ là nơi yên nghỉ của các vị thánh thần. Trong các ngày giỗ thần như ngày sinh, ngày hoá (nhân thần), ngày hiện hoá (thiên thần) làng mở tế lễ, mở hội, nghinh rước thần từ miếu về đình. Tế lễ xong, lại rước thần về miếu yên vị.